# Uzan-e Olja
Uzan-e Olja – wieś w Iranie, w ostanie Azerbejdżan Zachodni, w szahrestanie Szahin Deż. W 2006 roku liczyła 48 mieszkańców.